# Jack Wibring
Jack Reinhold Wibring, född 10 april 1932 i Jönköpings Sofia församling i Jönköpings län, är en svensk militär.

## Biografi
Wibring avlade studentexamen i Jönköping 1952. Han avlade marinofficersexamen 1955 och utnämndes samma år till fänrik vid Vaxholms kustartilleriregemente, där han 1957 befordrades till löjtnant. Han gick Högre kursen vid Militärhögskolan 1963–1965, befordrades till kapten 1964, var lärare i artilleri- och robotlära vid Kungliga Sjökrigsskolan 1966–1967 och gick Tekniska kursen på Marinlinjen vid Militärhögskolan. År 1969 befordrades han till major vid Vaxholms kustartilleriregemente och var lärare på Marinlinjen vid Militärhögskolan 1969–1973, befordrad till överstelöjtnant 1972. Han var sektionschef vid Vapenavdelningen i Huvudavdelningen för marinmateriel vid Försvarets materielverk 1973–1978 och var 1977–1978 bataljonschef i FN:s fredsbevarande styrkor i Cypern, varpå han studerade vid Försvarshögskolan 1980. Han var tygmästare vid Blekinge Kustartilleriförsvar och Karlskrona försvarsområde med Karlskrona kustartilleriregemente 1983–1989 och chef för Älvsborgs kustartilleriregemente 1989–1992.
Jack Wibring invaldes 1976 som ledamot av Kungliga Örlogsmannasällskapet.

## Utmärkelser
- Riddare av Svärdsorden, 6 juni 1973.[4]